# Coast to Coast AM
Coast to Coast AM este un talk-show nocturn de radio din America de Nord (SUA și Canada) care se ocupă cu o varietate de subiecte, cele mai frecvente fiind paranormalul și teoriile conspiraționiste. Programul este distribuit prin Premiere Networks. Coast to Coast AM se difuzează în prezent timp de șapte nopți pe săptămână, în intervalul orar 1:05 AM - 5:00 AM Eastern Time (10:05 PM - 2:00 AM Pacific Time).
Inițial creat și găzduit de Art Bell, din 2012 programul este găzduit cele mai multe nopți de către George Noory. Conform estimărilor Talkers Magazine, Coast to Coast AM are aproximativ 3 milioane de ascultători, ceea ce îl face cel mai ascultat program din intervalul de timp în care este transmis, deși popularitatea sa a scăzut semnificativ din 2005, când Art Bell s-a retras din a fi gazdă în întregime a emisiunii.